# Nicholson (Georgia)
Nicholson is een plaats (city) in de Amerikaanse staat Georgia, en valt bestuurlijk gezien onder Jackson County.

## Demografie
Bij de volkstelling in 2000 werd het aantal inwoners vastgesteld op 1247.
In 2006 is het aantal inwoners door het United States Census Bureau geschat op 1728, een stijging van 481 (38,6%).

## Geografie
Volgens het United States Census Bureau beslaat de plaats een oppervlakte van
7,6 km², geheel bestaande uit land. Nicholson ligt op ongeveer 247 m boven zeeniveau.

## Plaatsen in de nabije omgeving
De onderstaande figuur toont nabijgelegen plaatsen in een straal van 20 km rond Nicholson.